# Березовское (Луганская область)
Березовское (укр. Березівське) — село, относится к Попаснянскому району Луганской области Украины. Под контролем самопровозглашённой Луганской Народной Республики.

## География
Село расположено на реке Лугани, у впадения Камышевахи (левого притока). К северу и северо-западу от населённого пункта проходит линия разграничения сил в Донбассе (см. Второе минское соглашение). Соседние населённые пункты: город Золотое (выше по течению Камышевахи) на западе, посёлок Молодёжное и города Первомайск на юго-западе, Кировск (выше по течению Лугани) на юге, посёлки Голубовское (ниже по течению Лугани), Донецкий, село Желобок на северо-востоке.

## Общие сведения
Занимает площадь 3,241 км². Почтовый индекс — 93343. Телефонный код — 6474. Код КОАТУУ — 4423881101.

## Население
Население по переписи 2001 года составляло 963 человека.

## История
В августе 2015 года правительство ЛНР передало населённый пункт (вместе с поселком Голубовское) в подчинение городу Кировску.

## Местное самоуправление
Адрес местного совета: 93343, Луганская обл., Попаснянский р-н, Березовское, ул.Первомайская, 23а.